# Leptostylis gracilis
Leptostylis gracilis är en kräftdjursart som beskrevs av Stappers 1908. Leptostylis gracilis ingår i släktet Leptostylis och familjen Diastylidae. Inga underarter finns listade i Catalogue of Life.